# Claude Weill
 (mai 2021).
Si vous disposez d'ouvrages ou d'articles de référence ou si vous connaissez des sites web de qualité traitant du thème abordé ici, merci de compléter l'article en donnant les références utiles à sa vérifiabilité et en les liant à la section « Notes et références ».
Pour les articles homonymes, voir Weill.
Claude Weill, né le 27 octobre 1950 au Puy-en-Velay (Haute-Loire), est un journaliste et écrivain français.

## Éléments biographiques
Après des études de droit à la faculté de droit de Lyon et de sciences politiques à l'Institut d'études politiques de Paris, il devient journaliste au service politique du Matin de Paris de 1977 à 1984, ainsi que président de la société des rédacteurs. Après un passage à la rédaction d'Antenne 2 (1985), il entre en 1986 au Nouvel Observateur, dont il devient le directeur de la rédaction de juillet 2011 à juin 2014. Également chroniqueur à Nice-Matin/Var-Matin, il intervient régulièrement depuis les années 2000 sur diverses chaines de télévision comme France 5 (C dans l'air et C Politique), LCP, C8, LCI et France 24.